# Mary Stewart (lekkoatletka)
Mary Stewart, po mężu Cotton (ur. 25 lutego 1956 w Birmingham) – brytyjska lekkoatletka, biegaczka średniodystansowa. Podczas swojej kariery reprezentowała najpierw Szkocję, a później Anglię na igrzyskach Wspólnoty Narodów.

## Kariera sportowa
Zajęła 5. miejsce w biegu na 1500 metrów na mistrzostwach Europy juniorów w 1973 w Duisburgu. Startując w barwach Szkocji zajęła 4. miejsce na tym dystansie na Igrzyskach Brytyjskiej Wspólnoty Narodów w 1974 w Christchurch. Jako reprezentantka Wielkiej Brytanii zajęła 5. miejsce w tej konkurencji na halowych mistrzostwach Europy w 1974 w Göteborgu i 6. miejsce na halowych mistrzostwach Europy w 1975 w Katowicach.
Odpadła w półfinale biegu na 1500 metrów na igrzyskach olimpijskich w 1976 w Montrealu.
Zwyciężyła na tym dystansie na halowych mistrzostwach Europy w 1977 w San Sebastián, wyprzedzając reprezentantki Bułgarii Wesełę Jacinską i Rumjanę Czawdarową. Na mistrzostwach Europy w 1978 w Pradze odpadła w eliminacjach tej konkurencji.
Jako reprezentantka Anglii zwyciężyła w biegu na 1500 metrów na Igrzyskach Wspólnoty Narodów w 1978 w Edmonton.
Odnosiła również sukcesy w biegach przełajowych. Wraz z reprezentacją Szkocji zdobyła brązowy medal w drużynie w międzynarodowych mistrzostwach w biegach przełajowych w 1972 w Cambridge (indywidualnie zajęła 17. miejsce). Czterokrotnie brała udział w mistrzostwach świata w biegach przełajowych: w latach 1974–1976 w reprezentacji Szkocji, a w 1978 jako reprezentantka Anglii, zajmując następujące lokaty: 1974 w Monzy – 8. miejsce, 1975 w Rabacie – 8. miejsce, 1976 w Chepstow – 9. miejsce i  1978 w Glasgow – 18. miejsce indywidualnie oraz brązowy medal w drużynie.
Stewart była mistrzynią Wielkiej Brytanii (AAA) w biegu na 1500 metrów w 1975 i 1979 oraz wicemistrzynią w biegu na 800 metrów w 1976 i w biegu na 1500 metrów w 1977, a także halową mistrzynią w biegu na 800 metrów w 1976, w biegu na 1500 metrów w 1975, 1977 i 1979 oraz w biegu na 3000 metrów w 1976 i 1977. W 1973 była halową wicemistrzynią w biegu na 1500 metrów.

## Rekordy życiowe
- bieg na 800 metrów – 2:03,11 (11 czerwca 1977, Cwmbran)
- bieg na 1000 metrów – 2:39,4 (26 maja 1976, Londyn)
- bieg na 1500 metrów – 4:06,0 (24 czerwca 1978, Middlesbrough)
- bieg na milę – 4:36,2 (26 czerwca 1977, Londyn)[15]

## Rodzina
Jej starsi bracia Ian i Peter byli również biegaczami, halowymi mistrzami Europy w biegu na 3000 metrów. Jej syn Adam Cotton został mistrzem Europy juniorów w 2011 w biegu na 1500  metrów.